# Dualita (optimalizace)
Dualita v teorií optimalizace znamená, že optimalizační problém může být interpretován dvěma způsoby, skrz úlohu primární, nebo k ní úlohu duální. Vztah těchto dvou úloh se liší v závislosti na vlastnostech řešeného problému. Obecně, optimální řešení duální úlohy tvoří spodní mez pro optimální řešení primární úlohy. V konkrétních případech mají tyto dvě úlohy velmi příjemné vlastnosti jakou je například silná dualita.

## Obecná formulace
Pro primární úlohu matematického programování ve tvaru
{\displaystyle {\begin{aligned}{\text{minimalizovat }}&f_{0}(x)\\{\text{za podmínek }}&f_{i}(x)\leq 0,\ \forall i\in \left\{1,\ldots ,m\right\}\\&h_{i}(x)=0,\ \forall i\in \left\{1,\ldots ,p\right\}\end{aligned}}}
, kde {\displaystyle x\in M\subseteq \mathbb {R} ^{n}} definujeme Lagrangeovu funkci {\displaystyle L:\mathbb {R} ^{n}\times \mathbb {R} ^{m}\times \mathbb {R} ^{p}\rightarrow \mathbb {R} } předpisem
{\displaystyle L(x,\lambda ,\nu ):=f_{0}(x)+\sum _{i=1}^{m}\lambda _{i}f_{i}(x)+\sum _{i=1}^{p}\nu _{i}h_{i}(x)},
proměnné {\displaystyle \lambda _{i}\in \mathbb {R} } a {\displaystyle \nu _{i}\in \mathbb {R} } se nazývají Lagrangeovy multiplikátory. Vektory {\displaystyle \lambda \in \mathbb {R} ^{m}} a {\displaystyle \nu \in \mathbb {R} ^{p}} nazveme duální proměnné k původnímu problému.
Duální Lagrangeovu funkci definujeme jako
{\displaystyle g(\lambda ,\nu ):=\inf _{x\in M}L(x,\lambda ,\nu )=\inf _{x\in M}(f_{0}(x)+\sum _{i=1}^{m}\lambda _{i}f_{i}(x)+\sum _{i=1}^{p}\nu _{i}h_{i}(x))}.
Buď {\displaystyle P^{*}} optimální řešení primární úlohy potom platí
{\displaystyle \forall \lambda \geq \mathbf {0} ,\ \nu \in \mathbb {R} ^{p}:g(\lambda ,\nu )\leq P^{*}}
Pokud navíc platí Slaterova podmínka potom taky platí silná dualita, tj. {\displaystyle \max _{\lambda \geq \mathbf {0} ,\ \nu \in \mathbb {R} ^{p}}g(\lambda ,\nu )=:D^{*}=P^{*}}. V takovém případe se tedy optimální řešení primární a duální úlohy shodují.

## Dualita v úloze lineárního programování
Dualita se týká dvojice úloh lineárního programování (LP), která je dána společnými vstupními daty, to jest maticí A s m řádky a n sloupci, m-rozměrným vektorem b a n-rozměrným vektorem c. Kromě daných koeficientů je každá úloha lineárního programování (LP) určena také druhem optimalizace, tj. jestli se daný problém týče minimalizace neboli maximalizace, dále tvarem omezení, jestli se v problému vyskytuje rovnost nebo nerovnost, přítomností či absencí podmínek nezápornosti. Obecná dvojice duálních úloh v matematice vypadá následovně.

### Definice
Nechť je dána matice {\displaystyle \mathrm {A} } s m řádky a n sloupci, m-rozměrný vektor b, n-rozměrný vektor c a disjunktní rozklady množin indexů {\displaystyle I=\{1,2,...,n\}}, {\displaystyle J=\{1,2,...,m\}}. Pak dvojice úloh lineárního programování (LP) 
minimalizovat {\displaystyle \sum _{i=1}^{n}c_{i}x_{i}}
za podmínek  {\textstyle \sum _{i=1}^{n}A_{i,j}x_{i}\geq b_{j}\forall j\in J_{\geq }}
{\displaystyle \sum _{i=1}^{n}A_{i,j}x_{i}\leq b_{j}\forall j\in J_{\leq }}
{\displaystyle \sum _{i=1}^{n}A_{i,j}x_{i}=b_{j}\forall j\in J_{=}}
{\displaystyle x_{i}\geq 0\forall i\in I_{\geq }}
{\displaystyle x_{i}\leq 0\forall i\in I_{\leq }}
{\displaystyle x_{i}\in R\forall i\in I_{\in }},
maximalizovat {\displaystyle \sum _{j=1}^{m}b_{j}y_{j}}
za podmínek {\displaystyle \sum _{j=1}^{m}A_{j,i}y_{j}\leq c_{i}\forall j\in I_{\geq }}
{\displaystyle \sum _{j=1}^{m}A_{j,i}y_{j}\geq c_{i}\forall j\in I_{\leq }}
{\displaystyle \sum _{j=1}^{m}A_{j,i}y_{j}=c_{i}\forall j\in I_{\in }}
{\displaystyle y_{j}\geq 0\forall i\in J_{\geq }}
{\displaystyle y_{j}\leq 0\forall i\in J_{\leq }}
{\displaystyle y_{j}\in R\forall i\in J_{=}}
se nazývá dvojice duálních úloh lineárního programování (LP). Množinu přípustných řešení úlohy minimalizace označíme jako {\displaystyle \mathrm {M} }, tj. množinu všech {\displaystyle x\in R^{n}}, která splňují výše uvedené podmínky, a množinu všech jejich optimálních řešení symbolem {\displaystyle \mathrm {M} ^{*}}. Množinu přípustných řešení úlohy maximalizace označíme jako {\displaystyle \mathrm {N} }, tj. množinu všech {\displaystyle y\in R^{m}}, která splňují výše uvedené podmínky, a množinu všech jejich optimálních řešení symbolem {\displaystyle \mathrm {N} ^{*}}. 
Někdy také hovoříme o úloze primární a k ní úloze duální. Jako primární označujeme tu úlohu, která vznikla na základě řešeného problému. Zbylou úlohu, pak nazýváme úlohou k ní duální. V případě, že je optimalizační problém lineární, tedy úlohu lineárního programování (LP) ve standardním tvaru, dvojici duálních symetrických úloh lineárního programování (LP) můžeme zapsat ve tvaru
{\displaystyle {\begin{aligned}&\min\{\mathbf {c} ^{\mathsf {T}}\mathbf {x} \ :\ \mathbf {A} \mathbf {x} \geq \mathbf {b} ,\ \mathbf {x} \geq \mathbf {0} \},\\&\max\{\mathbf {b} ^{\mathsf {T}}\mathbf {y} \ :\ \mathbf {A} ^{\mathsf {T}}\mathbf {y} \leq \mathbf {c} ,\ \mathbf {y} \geq \mathbf {0} \},\end{aligned}}}
kde {\displaystyle \mathbf {A} \in \mathbb {R} ^{m\times n},\ \mathbf {x} ,\ \mathbf {c} \in \mathbb {R} ^{m},\ \mathbf {y} ,\ \mathbf {b} \in \mathbb {R} ^{n}}. V tomto případě minimalizační úlohu nazveme primární a maximalizační úlohu, úlohou k ní duální. Množinu přípustných řešení primární úlohy budeme značit {\displaystyle M} a množinu přípustných řešení duální úlohy označíme {\displaystyle N}. Úlohy lineárního programování lze převádět na zvolený tvar. Stačí se proto zabývat pouze jedním typem dvojice duálních úloh. Dokázaná tvrzení jsou potom platná i pro libovolnou dvojici duálních úloh, nejen pro ty ve standardním tvaru. 
Pro tuhle dvojici úloh pak platí následující tvrzení.

### Slabá věta o dualitě pro případ LP
Nechť {\displaystyle \mathbf {x} \in M,\ \mathbf {y} \in N} jsou libovolná, pak platí
{\displaystyle \mathbf {c} ^{\mathsf {T}}\mathbf {x} \geq \mathbf {b} ^{\mathsf {T}}\mathbf {y} }
přičemž rovnost nastane, právě když jsou splněny podmínky komplementarity
{\displaystyle {\begin{aligned}&\forall j\in \{1,\dots ,m\}:{\text{ buď }}y_{j}=0\ {\text{ nebo }}\sum _{i=1}^{n}A_{ij}x_{i}=b_{j},\\&\forall i\in \{1,\dots ,n\}:{\text{ buď }}x_{i}=0\ {\text{ nebo }}\sum _{j=1}^{m}A_{ij}y_{j}=c_{i}.\end{aligned}}}

#### Důkaz
Tvrzení stačí ukázat pro dvojici symetrických duálních úloh, jak bylo zmíněno výše. Pro libovolné {\displaystyle \mathbf {x} \in M,\ \mathbf {y} \in N} , tj.  pro přípustné řešení úlohy minimalizace a pro přípustné řešení úlohy maximalizace, platí
{\displaystyle \mathbf {c} ^{\mathsf {T}}\mathbf {x} \geq (\mathbf {A} ^{\mathsf {T}}\mathbf {y} )^{\mathsf {T}}\mathbf {x} =\mathbf {y} ^{\mathsf {T}}\mathbf {A} \mathbf {x} \geq \mathbf {y} ^{\mathsf {T}}\mathbf {b} =\mathbf {b} ^{\mathsf {T}}\mathbf {y} }.
Rovnost v předcházejícím výrazů nastává, právě tehdy když
{\displaystyle {\begin{aligned}&\mathbf {y} ^{\mathsf {T}}(\mathbf {A} \mathbf {x} -\mathbf {b} )=0,\\&(\mathbf {c} -\mathbf {A} ^{\mathsf {T}}\mathbf {y} )^{\mathsf {T}}\mathbf {x} =0,\end{aligned}}}
tedy když jsou obě nerovnosti splněny jako rovnosti. Po rozepsáni předcházejících výrazů dostaneme přímo podmínky komplementarity.

### Silná věta o dualitě pro případ LP
Primární úloha má optimální řešení, právě tehdy když duální úloha má optimální řešení. V takovém případě navíc platí
{\displaystyle \min _{\mathbf {x} \in M}\mathbf {c} ^{\mathsf {T}}\mathbf {x} =\max _{\mathbf {y} \in N}\mathbf {b} ^{\mathsf {T}}\mathbf {y} }
Jedním z důsledků silné věty o dualitě v LP je například Farkasova věta.

### Duální bazické řešení
Pro lineární optimalizační úlohu a bázi {\displaystyle L} definujeme {\displaystyle y(L)\in R^{m}}, které je jednoznačně určené podmínkou {\displaystyle (A_{L})^{T}y(L)=c_{L}}. Vektor  {\displaystyle y(L)} nazveme duální bazické řešení příslušné k bázi {\displaystyle L}.

## Aplikace duality
Nejzákladnější aplikace duality nastává pro případ, kdy jsou splněny podmínky pro silnou dualitu a součet dimenzí duálních proměnných je {\displaystyle m+p\leq 2} a zároveň dimenze primární proměnné je {\displaystyle n>2}. V tomto případě lze složitější primární problém řešit pomocí často jednoduššího duálního problému. Zatím co k řešení primárního problému by byly zapotřebí pokročilejší výpočetní techniky, například simplexový algoritmus, duální problém může být řešitelný graficky a k jeho vyřešení (zejména, jestli se jedná o úlohu LP) může stačit jednoduše jeho nakreslení na papír. Jednoduchou interpretací dvojice duálních úloh je predikce vývoje po investici, jinými slovy, uvažujeme maximální zisk výroby v daném podniku, který je dán optimalizační úlohou. V ekonomické literatuře se optimální řešení duální úlohy nazývá stínové ceny nebo duální ceny.

### Finanční portfolio
Jednou z nejzákladnějších aplikací z praxe je maximalizace výnosu akcí finančního portfolia. Z  matematického pohledu rozumíme pod pojmem portfolio vektor {\displaystyle \theta =(\theta ^{1},\theta ^{2},\ldots ,\theta ^{m},)\in R^{m+1}}, jehož člen {\displaystyle \theta _{i}} reprezentuje podíl jehož i-tého aktiva (s cenou v čase t reprezentovanou pomocí {\displaystyle S_{t}^{i}}). Hodnota portfolia {\displaystyle \theta } v čase t je rovna {\displaystyle t\cdot S_{t}}, kde {\displaystyle \cdot } značí skalární součin. V praxi se můžeme setkat s různými typy portfolií. Podstatným příkladem je Markowitzovo portfolio.

### Markowitzovo portfolio
Markowitz ve své teorii uvažuje jenom riziková aktiva. Pro pevný výnos je zapotřebí volit portfolia s minimální variací, která také slouží jako míra rizika. Obecně, zajímá nás portfolio s vysokým očekávaným výnosem a zároveň s minimální variancí. Tahle teorie přímo vychází teorie optimalizace. Označme {\displaystyle {\widehat {S}}=(S^{1}\ldots S^{m})} jako cenu rizikových aktiv, {\displaystyle \theta =(\theta ^{1},\ldots ,\theta ^{m})} portfolio. Nechť {\displaystyle r_{0}} je dána očekávaná výplata, {\displaystyle w_{0}} počáteční kapitál. Pak formulujeme úlohu
{\displaystyle minVar(\theta \cdot {\widehat {S}}_{1})}
{\displaystyle s.t.{\mathsf {E}}[{\widehat {\theta }}\cdot {\widehat {S}}_{1}]=r_{0}}
{\displaystyle {\widehat {\theta }}\cdot {\widehat {S}}_{0}=w_{0}},
kde {\displaystyle {\widehat {S}}} je řádkový vektor, {\displaystyle {\widehat {\theta }}} je řádkový vektor a platí {\displaystyle {\mathsf {E[{\widehat {S}}_{1}]}}=[{\mathsf {E[{\widehat {S}}_{1}^{1}],\ldots ,E[{\widehat {S}}_{1}^{m}]}}]}. Předpisem {\displaystyle {\mathsf {E}}[X]} rozumíme střední hodnotu náhodné veličiny X. Maticovým zápisem  {\displaystyle A={\binom {{\mathsf {E}}[{\widehat {S}}_{1}]}{{\widehat {S}}_{0}}}}, {\displaystyle b={\binom {r_{0}}{w_{0}}}} lze danou úlohu přepsat následovně
{\displaystyle minf(x)={\frac {1}{2}}x^{T}\sum x}
{\displaystyle s.t.Ax=b} .
Zde platí, že {\displaystyle x={\widehat {\theta }}^{T}}, {\displaystyle \sum ={\mathsf {E}}[({\widehat {S}}_{1}-{\mathsf {E}}[{\widehat {S_{1}}}])^{T}({\widehat {S}}_{1}-{\mathsf {E}}[{\widehat {S_{1}}}])^{T}]=({\mathsf {E}}[({\widehat {S}}_{1}^{i}-{\mathsf {E}}[{\widehat {S_{1}^{i}}}])^{T}({\widehat {S}}_{1}^{j}-{\mathsf {E}}[{\widehat {S_{1}^{j}}}])^{T}])},{\displaystyle i,j=1,\ldots m}. Zjevně {\displaystyle \sum } je symetrická, pozitivně definitní matice. Dále označme{\displaystyle f^{*}(y)={\frac {1}{2}}y^{T}{\frac {y}{\sum }}}. Jelikož {\displaystyle b\in rangeA}, je splněná podmínka silné věty o dualitě a tedy úloha je duální k úloze
{\displaystyle maxb^{T}y-{\frac {1}{2}}y^{T}A(\sum )^{-}1A^{T}y={\frac {1}{2}}b^{T}{\frac {1}{A(\sum )^{-}1A^{t}}}b}.
Optimálním řešením této úlohy duální k zadané je {\displaystyle {\bar {y}}={\frac {b}{A(\sum )^{-}1A^{T}}}}. Označme {\displaystyle {\bar {x}}} řešení původní úlohy a platí {\displaystyle f(x)+f^{*}(A^{T}y)-y\cdot Ax=0}, kde {\displaystyle \cdot } značí skalární součin. Konečně dostáváme optimální portfolio
{\displaystyle {\bar {x}}={\frac {1}{\sum }}A^{T}{\frac {1}{A(\sum )^{-}1A^{T}}}b}.